# Astragalus ajfreidii
Astragalus ajfreidii es una especie de planta del género Astragalus, de la familia de las leguminosas, orden Fabales.
Fue descrita científicamente por Aitch. & Baker.